# Politikåret 1862

## Händelser
- 21 mars – 1862 års kommunalförordningar införs i Sverige.[1]
- 12 juni –  Urbano Rattazzi efterträder Bettino Ricasoli som Italiens konseljpresident.[2]
- 6 augusti - Alfred Domett efterträder William Fox som Nya Zeelands premiärminister.[3]
- 21 oktober - USA erkänner Liberia.[4]
- 8 december – Luigi Carlo Farini efterträder Urbano Rattazzi som Italiens konseljpresident.[2]
- 16 december - Nepals konstitution antas.[5]

## Avlidna
- 18 januari – John Tyler, amerikansk politiker, Virginias guvernör 1825–1827, senator 1827–1836, USA:s vicepresident 1841, USA:s president 1841–1845.
- 24 juli – Martin Van Buren, amerikansk politiker, USA:s utrikesminister 1829–1831, USA:s vicepresident 1833–1837, USA:s president 1837–1841.

### Fotnoter
1. ↑  ”Kommunalnämnd”. Nordisk familjebok. 3 juni 1884. https://runeberg.org/nfah/0558.html. Läst 30 juli 2015.
2. 1 2  ”Italy” (på engelska). World Statesmen. http://www.worldstatesmen.org/Italy.htm. Läst 31 juli 2015.
3. ↑  ”New Zealand” (på engelska). World Statesmen. http://www.worldstatesmen.org/New_Zealand.htm. Läst 1 augusti 2015.
4. ↑  ”Liberia” (på engelska). World Statesmen. http://www.worldstatesmen.org/Liberia.htm. Läst 30 juli 2015.
5. ↑  ”Chronology of World History” (på engelska). World Timeline. Arkiverad från originalet den 26 juli 2015. https://web.archive.org/web/20150726191652/http://worldtimeline.info/wor1862.htm. Läst 29 juli 2015.